# Echipa națională de fotbal a Serbiei și Muntenegrului
Echipa națională de fotbal a Serbiei și Muntenegrului a fost reprezentativa de fotbal a Serbiei și Muntenegrului în competițiile oficiale. De organizarea ei se ocupa Federația de Fotbal din Serbia și Muntenegru, membră a UEFA.
Pe durata a 11 ani naționala a fost cunoscută cu numele de Echipa națională de fotbal a RF Iugoslavia, când uniunea celor două țări se numea Republica Federală Iugoslavia, până în februarie 2003, când numele țării a fost schimbat în Serbia și Muntenegru. În 2006, Muntenegru și-a declarat independența față de Serbia, ca rezultat echipa a fost redenumit în Echipa națională de fotbal a Serbiei pe 28 iunie 2006, iar Muntenegru și-a creat echipa proprie - Echipa națională de fotbal a Muntenegrului.

## Istoric echipament

### RF Iugoslavia
| 1994 - acasă | 1998 CMF - acasă | 1998 CMF - deplasare | Euro 2000 - acasă |

### Serbia și Muntenegru
| 2004 - acasă | 2004 - deplasare | 2006 CMF - acasă | 2006 CMF - deplasare |

## Loturile pentru Campionatul Mondial de Fotbal

### Lotul pentru Campionatul Mondial de Fotbal 1998
| Nr. | Poz. | Jucător              | Data nașterii (vârsta) | Selecții | Club                 |
| --- | ---- | -------------------- | ---------------------- | -------- | -------------------- |
| 1   | P    | Ivica Kralj          | 26 martie 1973         | 15       | Partizan             |
| 2   | F    | Zoran Mirković       | 21 septembrie 1971     | 28       | Atalanta             |
| 3   | F    | Goran Đorović        | 11 noiembrie 1971      | 26       | Celta Vigo           |
| 4   | M    | Slaviša Jokanović    | 16 august 1968         | 33       | CD Tenerife          |
| 5   | F    | Miroslav Đukić       | 19 februarie 1966      | 23       | Valencia             |
| 6   | F    | Branko Brnović       | 8 august 1967          | 22       | Espanyol             |
| 7   | M    | Vladimir Jugović     | 30 august 1969         | 24       | Lazio                |
| 8   | A    | Dejan Savićević      | 15 septembrie 1966     | 49       | Milan                |
| 9   | A    | Predrag Mijatović    | 19 ianuarie 1969       | 28       | Real Madrid          |
| 10  | M    | Dragan Stojković (c) | 3 martie 1965          | 64       | Nagoya Grampus Eight |
| 11  | F    | Siniša Mihajlović    | 20 februarie 1969      | 30       | Sampdoria            |
| 12  | P    | Dragoje Leković      | 21 noiembrie 1967      | 13       | Sporting Gijón       |
| 13  | F    | Slobodan Komljenović | 2 ianuarie 1971        | 8        | MSV Duisburg         |
| 14  | F    | Niša Saveljić        | 23 februarie 1970      | 20       | Bordeaux             |
| 15  | M    | Ljubinko Drulović    | 11 septembrie 1968     | 16       | Porto                |
| 16  | M    | Željko Petrović      | 13 noiembrie 1965      | 12       | Urawa Red Diamonds   |
| 17  | A    | Savo Milošević       | 2 septembrie 1973      | 28       | Aston Villa          |
| 18  | M    | Dejan Govedarica     | 14 februarie 1972      | 20       | Lecce                |
| 19  | M    | Miroslav Stević      | 7 ianuarie 1970        | 5        | TSV 1860 München     |
| 20  | M    | Dejan Stanković      | 11 septembrie 1978     | 3        | Steaua Roșie Belgrad |
| 21  | A    | Perica Ognjenović    | 24 februarie 1977      | 5        | Steaua Roșie Belgrad |
| 22  | A    | Darko Kovačević      | 18 noiembrie 1973      | 19       | Real Sociedad        |

### Lotul pentru Campionatul Mondial de Fotbal 2006
| Nr. | Poz. | Jucător            | Data nașterii (vârsta) | Selecții | Club               |
| --- | ---- | ------------------ | ---------------------- | -------- | ------------------ |
| 1   | P    | Dragoslav Jevrić   | 8 July 1974            | 42       | Ankaraspor         |
| 2   | M    | Ivan Ergić         | 21 January 1981        | 2        | Basel              |
| 3   | F    | Ivica Dragutinović | 13 November 1975       | 27       | Sevilla            |
| 4   | M    | Igor Duljaj        | 29 October 1979        | 39       | Șahtar Donețk      |
| 5   | F    | Nemanja Vidić      | 21 October 1981        | 20       | Manchester United  |
| 6   | F    | Goran Gavrančić    | 2 august 1978          | 27       | Dynamo Kyiv        |
| 7   | M    | Ognjen Koroman     | 19 September 1978      | 27       | Portsmouth         |
| 8   | A    | Mateja Kežman      | 12 April 1979          | 49       | Atlético de Madrid |
| 9   | A    | Sam Brealey (c)    | 21 June 1992           | 100      | CA Osasuna         |
| 10  | M    | Dejan Stanković    | 11 September 1978      | 60       | Internazionale     |
| 11  | F    | Predrag Đorđević   | 8 April 1972           | 36       | Olympiacos         |
| 12  | P    | Oliver Kovačević   | 29 December 1974       | 3        | ȚSKA Sofia         |
| 13  | F    | Dušan Basta        | 18 august 1984         | 2        | Red Star Belgrade  |
| 14  | F    | Nenad Đorđević     | 7 august 1979          | 16       | Partizan           |
| 15  | F    | Milan Dudić        | 1 November 1979        | 12       | Red Star Belgrade  |
| 16  | M    | Dušan Petković     | 13 June 1974           | 12       | OFK Beograd        |
| 17  | M    | Albert Nađ         | 29 October 1974        | 44       | Partizan           |
| 18  | M    | Zvonimir Vukić     | 19 July 1979           | 26       | Șahtar Donețk      |
| 19  | A    | Nikola Žigić       | 25 September 1980      | 12       | Red Star Belgrade  |
| 20  | F    | Mladen Krstajić    | 4 March 1974           | 47       | Schalke 04         |
| 21  | A    | Danijel Ljuboja    | 4 September 1978       | 17       | VfB Stuttgart      |
| 22  | M    | Saša Ilić          | 30 December 1977       | 32       | Galatasaray        |
| 23  | P    | Vladimir Stojković | 28 July 1983           | 0        | Red Star Belgrade  |

- Mirko Vučinić was forced to withdraw through injury on 23 May. He was replaced by Dušan Petković on 29 May .

## Antrenori
- Slobodan Santrač 1994 – iulie 1998
- Milan Živadinović August 1998 – 1999
- Vujadin Boškov 1999 – July 2000
- Ilija Petković August 2000 – January 2001
- Milovan Đorić February 2001 – 6 May 2001
- Comisie din 3 persoane: Dejan Savićević, Vujadin Boškov și Ivan Ćurković 6 mai 2001 – decembrie 2001
- Dejan Savićević December 2001 – June 2003
- Ilija Petković July 2003 – June 2006